# Мекка (Калифорния)
Мекка (англ. Mecca) — статистически обособленная местность (некорпоративное сообщество), расположенное в округе Риверсайд, Калифорния, США. Сообщество  расположено в пустыне на северном берегу солёного озера Солтон-Си (ранее Солтон-Синк) в восточной части долины Коачелла и окружено сельскохозяйственными угодьями.

## География и история
Мекка имеет координаты 33°34′36″ северной широты. ш. 116°03′52″зх. д. (33.576701, -116.064508) и находится на 46 м ниже уровня моря. 
Климат Мекки, расположенной в пустыне Колорадо, соответствует климату засушливой пустыни (BWh), средняя температура которой составляет 32 °C, низкие температуры могут достигать -7 °C. 
По данным Бюро переписи населения США на 2010 год, площадь составляет 18,02 км², вся территория засушливая.
Застройщики, намеревающиеся орошать пустыню водой из реки Колорадо, не предвидели чрезмерного таяния снега в течение двух лет, 1905-1906 гг., и случайно перенаправили всю реку в сторону впадины Солтона, затопившей соляные шахты, которые, возможно, веками были источником соли, и дали начало озера Солтон-Си. Подземные воды и вода, транспортируемая по каналу Коачелла, превратили пустынную среду в большие участки сельскохозяйственных угодий. 
По данным переписи 2010 года, в 1854 домохозяйствах в 1699 семьях проживало 8577 человек. Плотность населения составляла 476 чел./км². Имелось 2020 квартир (112 на км²).

## Экономика
Гражданское занятое население составляло 3286 человек. Основные занятия: сельское хозяйство, лесоводство, рыболовство — 41,6 %, искусство, развлечения и отдых — 12,4 %, ученые, специалисты, руководители — 10,5 %, образование, здравоохранение и социальная помощь — 10,1 %.
Отходы и свалки: 

Мусорный полигон Mecca Landfill II расположен на 66-й авеню в Мекке. Он обрабатывает 345 718 кубметров отходов, его закрытие ожидается в 2098 году. 

"Центр восстановления Мекки" (Mecca Remediation Facility), обрабатывающий загрязненную почву, расположен на улице Джина Велмаса. Объект находится под управлением Scape Group, Inc. С 2009 года предприятие принимало загрязненную почву, очищенный осадок сточных вод, соевую сыворотку и другие органические компостируемые продукты. В 2011 году жалобы жителей на неприятные запахи, напоминающие тухлые яйца, человеческие отходы, неочищенные сточные воды, сгоревшее моторное масло и нефть, были связаны с соединениями серы из пруда для хранения соевой сыворотки, которым управляет Waste Reduction Technologies (WRT).
В сообществе расположен Международный музей бананов (International Banana Museum).  

## В культуре
Мекка была показана в фильме Роджера Кормана о байкерах-преступниках «Дикие ангелы» 1966 года, с Питером Фондой, Нэнси Синатрой и Брюсом Дерном в главных ролях.
- Мекка также была местом действия неонуарного фильма «После наступления темноты, моя дорогая» 1990 года режиссера Джеймса Фоули, с Джейсоном Патриком, Брюсом Дерном и Рэйчел Уорд в главных ролях.
- Действие романа Сьюзен Стрейт[англ.] «Мекка» происходит в общине.